# Rheinpokal
Der Rheinpokal (auch U21-Rheinpokal) war ein Wettbewerb für die Herrenauswahlmannschaften der Fußball-Landesverbände der südlichen Rheinanlieger Südwest, Südbaden, Hessen, Baden, Württemberg sowie dem Saarland.

## Geschichte
Der Wettbewerb wurde 1975 durch den Straßburger Professor und früheren Trainer des Karlsruher SC Paul Frantz ins Leben gerufen und seitdem in zweijährigem Rhythmus ausgespielt. Er diente den sechs teilnehmenden Landesverbänden als Vorbereitung auf den Länderpokal des Deutschen Fußball-Bundes. Die beiden nach einer sich über zwei Spielzeiten erstreckenden Hin- und Rückspielrunde ermittelten Vorrundensieger qualifizieren sich für das Endspiel, in dem der Gewinner des Rheinpokals ermittelt wurde.
In den ersten Jahren des Wettbewerbes von 1975 bis 1987 nahm auch der Elsässische Fußballverband am Rheinpokal teil. Aufgrund einer Strukturreform des Französischen Fußballverbandes musste dieser nach Abschluss des sechsten Wettbewerbs auf eine weitere Teilnahme verzichten. Um den freiwerdenden Platz bewarben sich die Verbände aus Hessen und dem Rheinland. Aufgrund eines Losentscheides rückte der Hessische Fußballverband zu Beginn des siebten Wettbewerbes in den Kreis der teilnehmenden Verbände auf.
Da der Rheinpokal hauptsächlich der Vorbereitung der teilnehmenden Verbände auf den DFB-U21-Länderpokal diente, wurde er gleichzeitig mit dessen Abschaffung im Jahr 2010 nachfolgend nicht mehr weiter ausgetragen. Bei der 16. und letzten Auflage des Wettbewerbs hatte der Südbadische Verband die Federführung übernommen.

## Siegerliste
| Wettbewerb | Spieljahre | Sieger      |
| ---------- | ---------- | ----------- |
| 1.         | 1975–77    | Südwest     |
| 2.         | 1977–79    | Baden       |
| 3.         | 1979–81    | Südwest     |
| 4.         | 1981–83    | Baden       |
| 5.         | 1983–85    | Württemberg |
| 6.         | 1985–87    | Baden       |
| 7.         | 1987–89    | Hessen      |
| 8.         | 1989–93    | Hessen      |
| 9.         | 1993–95    | Hessen      |
| 10.        | 1996–98    | Württemberg |
| 11.        | 1998–00    | Baden       |
| 12.        | 2000–02    | Württemberg |
| 13.        | 2002–04    | Württemberg |
| 14.        | 2004–06    | Baden       |
| 15.        | 2006–08    | Württemberg |
| 16.        | 2008–10    | Baden       |